# Zielona Sieć Azja-Pacyfik
Zielona Sieć Azja-Pacyfik (ang. Asia-Pacific Green Network) – federacja krajowych partii zielonych w krajach Azji i Pacyfiku. Założona w lutym 2005 w Kioto przez partie i organizacje z 13 krajów. Należy do Zielonych Globalnych.
Partie członkowskie:
- Zieloni (Australia)
- Tęcza i Zieloni (Japonia)
- Partia Zielonych (Mongolia)
- Zieloni (Nowa Kaledonia)
- Partia Zielonych (Nowa Zelandia)
- Partia Zielonych (Nepal)
- Partia Zielonych (Papua-Nowa Gwinea)
- Partia Zielonych (Pakistan)
- Zieloni (Polinezja)
- Zieloni (Korea Południowa)
- Partia Zielonych (Sri Lanka)
- Partia Zielonych (Tajwan)
- Konfederacja Zielonych (Vanuatu)